# كلبهار خاتون الثانية
كلبهار خاتون (بالتركية العثمانية: کل بهار خاتون)  (1453 – 1505)، المعروفة أيضًا باسم عائشة خاتون. هي حرم السلطان بايزيد الثاني ووالدة السلطان سليم الأول من الإمبراطورية العثمانية.

## نشأتها
ذكر أحد مراجع التاريخ العثماني أن اسمها عائشة خاتون، وذكرت أخرى أن اسمها هو جولبهار خاتون. واختلفت الآراء حول أصلها:
- يغلب الظن أنَّ أصولها أرناؤوطيَّة (ألبانيَّة)، حيث جاء في المصادر العثمانية أنها خاتون بنت عبد الصمد، واسم عبد الصمد كان شائعًا في تلك الفترة بين المسيحيين الذي تحولوا إلى الإسلام والتحقوا في خدمة البلاط العثماني، وكان منتشرًا في البلقان والأناضول في العصر العثماني الكلاسيكي.[5][6] نفس الطريقة استُخدمت لاستنتاج أصول جولبهار خاتون الأولى زوجة محمد الفاتح ووالدة السلطان بايزيد الثاني وجدة السلطان سليم الأول،[7][8] وهو الرأي الأرجح.
- تستنتج بعض المصادر أنها ابنة علاء الدولة بوذقارد بن سليمان، الأمير الحادي عشر لبني ذو القدر الذين كانوا يحكمون إحدى إمارات الأناضول والتي كانت عاصمتها مدينة البستان في مقاطعة مرعش.[9][10][11][12][13][14][15][16]

## حياتها
تزوجها بايزيد عام 1469 في أماسيا، عندما كان ما زال أميرًا عثمانيًا، وأنجبت له سليم الأول في عام 1470. وعندما توفي محمد الفاتح في 1481، انتقل بايزيد إلى القسطنطينية لتولي العرش خلفا لوالده.
حسب التقاليد العثمانية؛ يجب أن يحكم الأمراء إحدى المقاطعات كجزء من التدريب، لذلك فقد تولّى ابنها سليم الأول إدارة سنجق طرابزون وهو ما زال في ربيعه الحادي عشر، ورافقته أمه حيث ذهبت في عام 1495 إلى سنجق طرابزون.
لم تُلقب جولبهار خاتون بلقب السلطانة الأم؛ لأنها توفيت في عام 1505 قبل اعتلاء سليم العرش، ويقع قبرها في طرابزون، والذي قام سليم الأول بتشييده في عام 1514، و تم ترميمه في عام 1885.